# Нехайчик, Оксана Владимировна
Оксана Владимировна Нехайчик (бел. Аксана Уладзіміраўна Няхайчык, 8 января 1967, Минск, Белорусская ССР, СССР) — белорусская государственная и политическая деятельница, учительница.

## Биография
Родилась Оксана 8 января 1967 года в столице Белоруссии, городе Минск. Окончила Минский государственный педагогический институт имени Алексея Максимовича Горького. Также окончила Академию управления при Президенте Республики Беларусь, специалист в области государственного управления. Работала учительницей физики и математики в различных школах, заместителем директора по воспитательной работе СШ № 58, 112 г. Минска, начальницей отдела воспитательной работы, заместителем начальника управления образования, начальником управления образования администрации Заводского района г. Минска, председателем Заводской районной организации г. Минска республиканского общественного объединения «Белая Русь».
Являлась депутатом Палаты Представителей Национального собрания 5-го и 6-го созывов, член Постоянной комиссии по образованию, культуре и науке.

## Награды
- Юбилейная медаль «70 лет Победы в Великой Отечественной войне 1941—1945 гг.»;
- Медаль «70 лет освобождения Республики Беларусь от немецко-фашистских захватчиков»;
- Почетная грамота Национального собрания Республики Беларусь[2].

## Личная жизнь
Замужем, воспитывает сына.

## Законопроекты, за подготовку которых отвечал депутат
- "Об изменении Закона Республики Беларусь «Об авторском праве и смежных правах»;
- «О ратификации Соглашения между Правительством Республики Беларусь и Правительством Словацкой Республики о сотрудничестве и взаимной помощи в случае чрезвычайных ситуаций»[2].